# Sobiejuchy

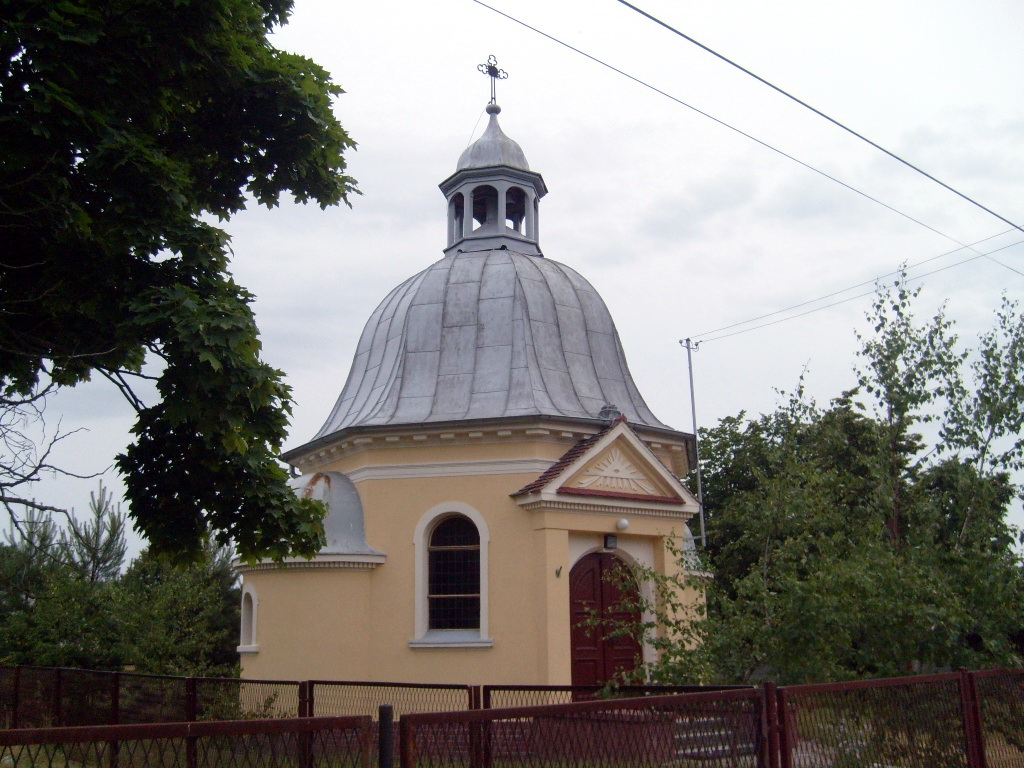
Kaplica pw. św. Izydora

Sobiejuchy – wieś w Polsce położona w województwie kujawsko-pomorskim, w powiecie żnińskim, w gminie Żnin.
W latach 1975–1998 miejscowość administracyjnie należała do województwa bydgoskiego. Według Narodowego Spisu Powszechnego (2011) liczyła 192 mieszkańców. Jest 21. co do wielkości miejscowością gminy Żnin.
Wieś położona 8 km na północ od Żnina, pomiędzy jeziorami: Sobiejuskim (pow. 118,0 ha; głębokość: 10,9 m) i Dobrylewskim (pow. 53,9 ha; głębokość: 7,8 m) i przepływającą przez nie rzeką Gąsawką. Wzmiankowana była w roku 1363 jako Sobeince.

## Prehistoria
W 1956 r. na przesmyku między jeziorami odkryto wielką osadę prehistoryczną. U schyłku epoki brązu i we wczesnej epoce żelaza istniała tutaj osada obronna kultury łużyckiej. Większe od biskupińskiego prapolskie grodzisko, bo zajmujące powierzchnię około 5 ha, jest nawet wcześniejsze o około 200 lat. Według hipotez grodzisko uległo zniszczeniu 700 lat p.n.e., a jego mieszkańcy mogli zbudować późniejsze osiedle obronne na terenie Biskupina. W trakcie wykopalisk odkryto wał drewniano-ziemny oraz falochron. Zabudowa wewnętrzna uległa zniszczeniu w minionych wiekach wskutek uprawy roli.

## Zabytki
Według rejestru zabytków NID na listę zabytków wpisany jest zespół dworski z 1. ćwierci XX w., nr rej.: A/496 z 15.01.1983 i z 13.04.2005:
- dwór, lata: 1910-1914
- oficyna, tzw. pałacyk myśliwski, 1925 r.
- 2 spichlerze, XX w.
- park

Dwór z portykiem i łamanym dachem, otoczony parkiem, pochodzi z 1912 r., był własnością rodziny Chłapowskich. Poza tym jest tu pałacyk myśliwski (murowany) z początku XX w., dwa spichlerze, dom mieszkalny i kaplica podworska, zbudowane już w XX w.